# Pasites jenseni
Pasites jenseni är en biart som först beskrevs av Heinrich Friese 1915.  Pasites jenseni ingår i släktet Pasites och familjen långtungebin. Inga underarter finns listade i Catalogue of Life.